# Адамс, Роберт Александрович
Роберт (Роман) Александрович Адамс (6 января 1802 — 1 мая 1876) — русский флотоводец, вице-адмирал (1856).

## Биография
Родился 6 января 1802 года. В 1813 году поступил в Морской корпус кадетом, и в 1819, ещё будучи гардемарином, по личной просьбе Ф. Ф. Беллинсгаузена, был включён в состав возглавляемой им и М. П. Лазаревым Первой русской антарктической экспедиции.
После возвращения из двухгодичной экспедиции, гардемарин Адамс был в 1821 произведен в мичмана и награждён орденом Святой Анны 3-й степени и «пенсией по окладу мичмана».. 
Всю свою дальнейшую службу провёл в Балтийском море. Командовал различными кораблями (например, бригом «Коммерстракс»), в 1826 был произведён в лейтенанты, в 1836 — в капитан-лейтенанты, в 1844 — в капитаны 2 ранга, в 1848 — в капитаны 1 ранга.
В 1854 году был назначен заведующим запасными ротами 3-й флотской дивизии, а в 1855 году, во время Крымской войны, участвовал в отражении нападения англо-французского флота на крепость Свеаборг.
30 августа 1856 года был произведен в контр-адмиралы при выходе в отставку.
Кавалер орденов Св. Анны 3 степени (1821), Св. Владимира 4 степени (1836), Св. Георгия 4-го класса (1847).
Находясь в отставке, проживал в 1867—68 годах в Петербурге, на 15-й линии Васильевского острова, д. 8, кв. 18.
Умер 1 мая 1876 и похоронен на Смоленском лютеранском кладбище в Санкт-Петербурге под именем Роман.
Сын — Виктор Робертович Адамс, морской офицер (24.09.1849—1886).